# Frank Dietz
Frank Dietz ist ein US-amerikanischer Filmschauspieler, Synchronsprecher, Animator, Drehbuchautor, Filmproduzent, Filmregisseur und Filmeditor.

## Leben
Dietz wuchs auf Long Island im US-Bundesstaat New York auf. Als Sechsjähriger sah er den Film Abbott und Costello treffen Frankenstein, wodurch laut eigenen Angaben sein Interesse am Filmgeschäft geweckt wurde. Er studierte an der State University of New York at Oswego die Fächer Theater und Kunst. Er ist seit dem 20. Juni 1987 mit der Filmschaffenden und Casting Director Liane Abel Dietz verheiratet. Die beiden sind Eltern zweier Kinder.
Ab den 1980er Jahren wirkte er in einer Reihe von Low-Budget-Horrorfilmen mit wie Im Angesicht der Hölle, Zombie Nightmare oder Freakshow. Ab den 1990er Jahren lag sein Fokus verstärkt auf dem Verfassen von Drehbüchern und dem Erstellen von Animationen. In dieser Funktion wirkte er unter anderem an den Disney-Zeichentrickfilmen Hercules, Mulan, Tarzan, Fantasia 2000 oder Atlantis – Das Geheimnis der verlorenen Stadt mit. Seit der 2012 erschienenen Dokumentation Beast Wishes ist er auch als Produzent und Regisseur tätig. Seit 2018 arbeitet er zusätzlich als Synchronsprecher.

## Filmografie

### Schauspiel
- 1987: Im Angesicht der Hölle (Rock 'n' Roll Nightmare)
- 1987: Zombie Nightmare
- 1988: Freakshow
- 1989: The Jitters
- 2005: Monster Kid Home Movies
- 2009: The Lost Skeleton Returns Again
- 2015: The Biffle Murder Case (Kurzfilm)
- 2015: Tales of Halloween
- 2015: The Adventures of Biffle and Shooster
- 2017: Good Night (Kurzfilm)
- 2018: It’s the Great Spaghetti Squash, Eddie Poe!
- 2019: Scripts Gone Wild Zombie Nightmare
- 2020: Scripts Gone Wild Batman 1966
- 2020: The Audio Adventurebook of Big Dan Frater, Vol. 2 (Mini-Serie, 2 Episoden)

### Synchronsprecher
- 2018: The Tragicall Historie of Plan the IX
- 2018: Do Rabbots Dream of Electric Cheepz? (Theatrical Cut)
- 2018: Shorts in a Bunch: Back to School
- 2018: What About Blob?
- 2019: Albert Kitschschlock Presents: The Films That Blew Too Much
- 2019: Shorts in A Bunch: Summer Breakout
- 2020: It’s the Masque of the Polychrome Death, Eddie Poe!
- 2020: Dread of Night Radio Theatre (Fernsehserie)

### Animationen
- 1997: Hercules (Zeichentrickfilm)
- 1998: Mulan (Zeichentrickfilm)
- 1999: Tarzan (Zeichentrickfilm)
- 1999: Fantasia 2000 (Zeichentrickfilm)
- 2001: Atlantis – Das Geheimnis der verlorenen Stadt (Atlantis: The Lost Empire, Zeichentrickfilm)
- 2002: Der Schatzplanet (Treasure Planet, Zeichentrickfilm)
- 2004: Die Kühe sind los (Home on the Range, Zeichentrickfilm)
- 2004: One by One (Animationskurzfilm)
- 2004: The Cat That Looked at a King (Zeichentrickfilm)
- 2005: The Origin of Stitch (Zeichentrickfilm)
- 2006: The Little Matchgirl (Zeichentrickkurzfilm)
- 2008: Wild About Safety: Timon and Pumbaa Safety Smart at Home! (Zeichentrickfilm)
- 2008: Das Geheimnis der furiosen Fünf (Kung Fu Panda: Secrets of the Furious Five, Animationskurzfilm)
- 2009: Wild About Safety: Timon and Pumbaa Safety Smart Goes Green! (Zeichentrickfilm)
- 2010: Legend of the Boneknapper Dragon (Zeichentrickfilm)
- 2011: Die Schlümpfe – Eine schlumpfige Weihnachtsgeschichte (The Smurfs: A Christmas Carol, Animationskurzfilm)
- 2013: Die Schlümpfe – Eine schön schaurige Schlumpfgeschichte (The Smurfs: The Legend of Smurfy Hollow, Animationskurzfilm)
- 2016: Future-Worm! (Zeichentrickserie, Episode 1x02)
- 2018: Mary Poppins’ Rückkehr (Mary Poppins Returns)

### Drehbuch
- 1996: Naked Souls
- 1996: Magic in the Mirror
- 1996: Angelas Spiel (Mischievous)
- 1997: Magic in the Mirror: Fowl Play
- 1999: Disaster Zone
- 2012: Beast Wishes (Dokumentation)
- 2014: A Zombie Next Door (Kurzfilm)
- 2016: Long Live the King (Dokumentation)
- 2016–2017: Monstrkyd Manor (Mini-Serie, 3 Episoden)
- 2019: I Hate Kids
- 2019: Scripts Gone Wild Zombie Nightmare
- 2019: Albert Kitschschlock Presents: The Films That Blew Too Much
- 2020: Scripts Gone Wild Batman 1966

### Produzent
- 2012: Beast Wishes (Dokumentation)
- 2014: A Zombie Next Door (Kurzfilm)
- 2015: Damn Dirty Geeks (Fernsehserie)
- 2015: Monstrkyd Manor (Mini-Serie)
- 2016: Long Live the King (Dokumentation)
- 2016: Maestro Messenger (Dokumentation)
- 2018: What About Blob?
- 2019: I Hate Kids
- 2019: Albert Kitschschlock Presents: The Films That Blew Too Much

### Regie
- 2012: Beast Wishes (Dokumentation)
- 2014: A Zombie Next Door (Kurzfilm)
- 2015: Damn Dirty Geeks (Fernsehserie)
- 2016: Long Live the King (Dokumentation)
- 2016: Blob Fish (Kurzfilm)
- 2019: Scripts Gone Wild Zombie Nightmare
- 2019: Albert Kitschschlock Presents: The Films That Blew Too Much
- 2020: Scripts Gone Wild Batman 1966

### Filmschnitt
- 2015: Damn Dirty Geeks (Fernsehserie)
- 2016: Monstrkyd Manor (Mini-Serie)
- 2016: Long Live the King (Dokumentation)
- 2018: It’s the Great Spaghetti Squash, Eddie Poe!
- 2019: Scripts Gone Wild Zombie Nightmare
- 2019: Albert Kitschschlock Presents: The Films That Blew Too Much
- 2020: Scripts Gone Wild Batman 1966